# Rozkład chi kwadrat
Rozkład chi kwadrat (zapisywany także jako {\displaystyle \chi ^{2}}) – rozkład zmiennej losowej, która jest sumą {\displaystyle k} kwadratów niezależnych zmiennych losowych o standardowym rozkładzie normalnym. Liczbę naturalną {\displaystyle k} nazywa się liczbą stopni swobody rozkładu zmiennej losowej.
Jeżeli ciąg niezależnych zmiennych losowych {\displaystyle X_{i}\sim N(0,1)} oraz:
{\displaystyle Y=\sum _{i=1}^{k}(X_{i})^{2},}
to:
{\displaystyle Y\sim \chi _{k}^{2},}
czyli słownie: Zmienna losowa {\displaystyle Y} ma rozkład chi kwadrat o {\displaystyle k} stopniach swobody.
Rozkład chi kwadrat ma duże znaczenie w statystyce, między innymi w teście chi-kwadrat, który wziął od niego swoją nazwę.